# Silvio Narizzano
Silvio Narizzano (Montréal, 8 febbraio 1927 – Londra, 26 luglio 2011) è stato un regista canadese.

## Biografia
Di origine italo-americana, Silvio Narizzano nacque a Montréal in Canada. Studiò alla Bishop's University a Québec. Iniziò a lavorare presso la Mountain Playhouse a Montréal e alla CBC. Poi emigrò nel Regno Unito dove fu regista televisivo e dove nel 1965 diresse il suo primo film per la Hammer, l'horror Una notte per morire. L'anno successivo diresse il suo film più noto, Georgy, svegliati (1966), che ottenne quattro candidature ai premi Oscar e una per miglior film ai premi BAFTA.
Seguirono altri film e lavori per la TV.
Il suo stile fu influenzato dalla Nouvelle Vague francese e dal Free cinema britannico.
Viveva tra Londra e Mojácar, un paese spagnolo in Andalusia. Cominciò a soffrire di depressione, in maniera più consistente dopo la morte dell'amico e collaboratore di lunga data Win Wells.

## Filmografia
- Una notte per morire (Fanatic) (1965)
- Georgy, svegliati (Georgy Girl) (1966)
- Due occhi di ghiaccio (Blue) (1968)
- Loot (1970)
- Senza ragione (Redneck) (1973)
- Come Back, Little Sheba (1977)
- Why Shoot the Teacher? (1977)
- Adorabile canaglia (1978)
- Las flores del vicio (1979)
- Choices (1981)